# NGC 780
NGC 780 ist eine Spiralgalaxie vom Hubble-Typ Sab im Sternbild Dreieck am Nordsternhimmel. Sie ist schätzungsweise 238 Millionen Lichtjahre von der Milchstraße entfernt und hat einen Durchmesser von etwa 125.000 Lichtjahren. Vom Sonnensystem aus entfernt sich die Galaxie mit einer errechneten Radialgeschwindigkeit von näherungsweise 5.200 Kilometern pro Sekunde.
Im selben Himmelsareal befinden sich unter anderem die Galaxien PGC 7678, PGC 74056, PGC 1815760, PGC 1822064.
Das Objekt wurde am 26. Oktober 1786 von dem deutsch-britischen Astronomen Wilhelm Herschel entdeckt.